# مارتا جامبيلا
مارتا جامبيلا (من مواليد 7 يونيو 1974) هي لاعبة كرة لينة إيطالية شاركت في الألعاب الأولمبية الصيفية لعام 2000 وفي الألعاب الأولمبية الصيفية لعام 2004.